# Rotimi Adebari
Rotimi Adebari (* 1964 in Okeodan, Ogun, Nigeria) ist ein irisch-nigerianischer Politiker. Der Bürgermeister der Stadt Port Laoise ist der erste schwarze Bürgermeister Irlands.
Nach seiner Konversion vom Islam zum Christentum war Adebari im von religiösen Konflikten gezeichneten Nigeria unter familiären Druck geraten. Im Jahr 2000 floh er deshalb mit seiner Ehefrau und zwei Kindern nach Irland, wo er wegen religiöser Verfolgung Asyl beantragte. Spätere Vorwürfe, er habe bereits Ende der 1990er Jahre in der London Underground gearbeitet, sei also nicht, wie er behauptete und wie es das irische Asylrecht als Bedingung vorsieht, von Nigeria aus direkt nach Irland gegangen, bestritt er. Der Asylantrag in Irland wurde zwar wegen mangelnder Beweise für eine persönliche Verfolgung abschlägig beschieden; da aber zwischenzeitlich sein dritter Sohn in Irland geboren worden war, erhielt die Familie eine Aufenthaltsgenehmigung.
Die Familie zog nach Port Laoise im County Laois. An der Dublin City University schloss Adebari einen Master in interkulturellen Studien ab. 2004 wurde er als unabhängiges Mitglied in den Rat der Stadt Port Laoise gewählt. 2007 wurde er mit sechs Stimmen von Abgeordneten der Parteien Fine Gael und Sinn Féin sowie eines unabhängigen Abgeordneten zum Bürgermeister gewählt. Der Schritt wurde allgemein als Zeichen für den Wandel Irlands hin zu einer Einwanderungsgesellschaft aufgenommen. Adebari selbst hob hervor, dass Irland ein Land der Chancengleichheit sei. Bei den Wahlen zum Dáil Éireann 2011 trat Adebari, der mittlerweile die irische Staatsangehörigkeit besitzt, als unabhängiger Kandidat an, wurde aber nicht gewählt.